# Carya sinensis
Espèce
Synonymes
- Annamocarya indochinensis (A. Chevalier) A. Chevalier[2]
- Annamocarya indochinensis (A.Chev.) A.Chev.[1]
- Annamocarya sinensis (Dode) J.-F. Leroy (préféré par GRIN)[3]
- Annamocarya sinensis (Dode) J.-F.Leroy (préféré par NCBI)[4]
- Annamocarya sinensis (Dode) J.-F.Leroy[1]
- Annamocarya sinensis (Dode) Leroy (préféré par BioLib)[2]
- Carya indochinensis (A.Chev.) W.E.Manning & Hjelmq.[1]
- Carya integrifoliolata (Kuang) Hjelmqvist[2]
- Carya sinensis Dode[2] [3]
- Carya sinensis[4]
- Carya tsiangii Chun[2]
- Juglandicarya integrifoliolata (Kuang) Hu[1] [2]
- Juglans indochinensis A. Chev.[1]
- Juglans indochinensis A. Chevalier[2]
- Rhamphocarya integrifoliolata Kuang[1] [2]

Statut de conservation UICN

 EN B1+2cde : En danger
Carya sinensis est une espèce de plantes de la famille des Juglandaceae.

## Publication originale
- Bulletin de la Societe Dendrologique de France 24: 59. 1912.